# Huañacahua
Huañacahua ist eine Ortschaft im Departamento Cochabamba im südamerikanischen Anden-Staat Bolivien.

## Lage im Nahraum
Huañacahua ist der fünftgrößte Ort des Kanton Mallco Rancho im Municipio Sipe Sipe in der Provinz Quillacollo. Die Ortschaft liegt am westlichen Ende der Ebene von Cochabamba auf einer Höhe von 2580 m zwei Kilometer nordöstlich des Río Viloma kurz vor seiner Mündung in den Río Rocha, den Hauptquellfluss des bolivianischen Río Grande.

## Geographie
Huañacahua liegt zwischen der bolivianischen Cordillera Central und der Cordillera Oriental im Übergangsbereich zum bolivianischen Tiefland.
Die mittlere Durchschnittstemperatur der Region liegt bei etwa 18 °C (siehe Klimadiagramm Cochabamba) und schwankt nur unwesentlich zwischen 14 °C im Juni und Juli und 20 °C im November. Der Jahresniederschlag beträgt etwa 450 mm, bei einer ausgeprägten Trockenzeit von Mai bis September mit Monatsniederschlägen unter 10 mm, und einem Regenmaximum im Januar mit 120 mm Monatsniederschlag.

## Verkehrsnetz
Huañacahua liegt in einer Entfernung von 22 Straßenkilometern westlich von Cochabamba, der Hauptstadt des Departamentos.
Von Cochabamba aus führt die Nationalstraße Ruta 4 in westlicher Richtung über die Stadt Quillacollo Richtung Sipe Sipe. Sechs Kilometer südwestlich vom Stadtzentrum Quillacollo zweigt von der Hauptstraße nach Nordwesten die Straße Entrada Mallco Rancho ab, die nach etwas mehr als einem Kilometer Huañacahua erreicht.

## Bevölkerung
Die Einwohnerzahl der Ortschaft ist im vergangenen Jahrzehnt auf mehr als das Doppelte angestiegen:
| Jahr | Einwohner         | Quelle       |
| ---- | ----------------- | ------------ |
| 1992 | keine Detaildaten | Volkszählung |
| 2001 | 719               | Volkszählung |
| 2012 | 1598              | Volkszählung |
| 2024 |                   | Volkszählung |

Die Region weist einen hohen Anteil an Quechua-Bevölkerung auf, im Municipio Sipe Sipe sprechen 83,9 Prozent der Bevölkerung Quechua.